# Kvikkjokk-Kabla fjällurskog
Kvikkjokk-Kabla fjällurskog är ett naturreservat i Jokkmokks kommun i Norrbottens län
Det omfattar fjället Kabla, med omgivande skog. Området innehåller både tallurskogar och granurskogar, vidsträckta myrar, björkskogar och kalfjäll. Det avsattes och skyddat sedan år 2000 och är 491 kvadratkilometer stort. Det ingår i ett renbetesland.
Fjället Kabla består i öster av urberg och i väster av yngre fjällberggrund. Den senare är kalkrik varför man där finner vegetation som kräver mer kalk och annan näring i marken. I skogarna växer fjälltorta och stormhattar. I branterna växer fjällbrud, tibast, röda vinbär, fjällsippa, lapsk alpros, purpurbräcka och röd trolldruva. Nere i granskogen finns orkidén skogsfru och ormbunken ryssbräken.
På stora delar av Kablamassivet finns en magrare vegetation med gräshed. Där växer krypljung, fjällgröna, lappljung och ripbär.
Runt fjället växer en värdefull urskog. Tallskogen på torrare mark är flera hundra år. På något fuktigare områden växer granskog.
Vandringsleden Kungsleden från Kvikkjokk norrut går genom reservatet, liksom leden Årrenjarka - Kvikkjokk. Hela området är väglöst land och ett riktigt vildmarksområde.
Området ingår i EU:s nätverk av värdefull natur, Natura 2000.

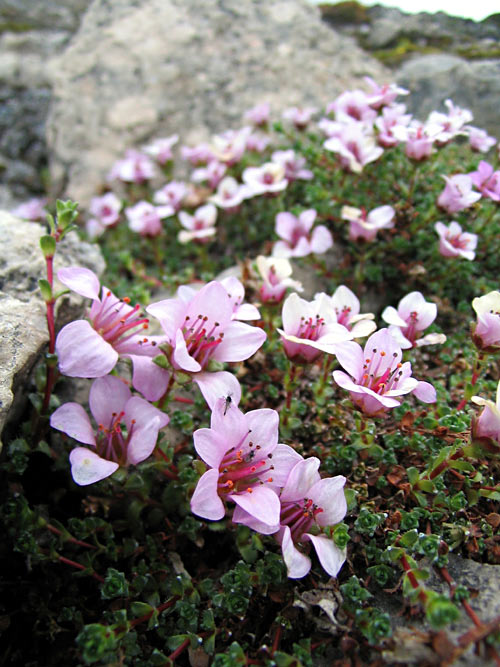
Purpurbräcka
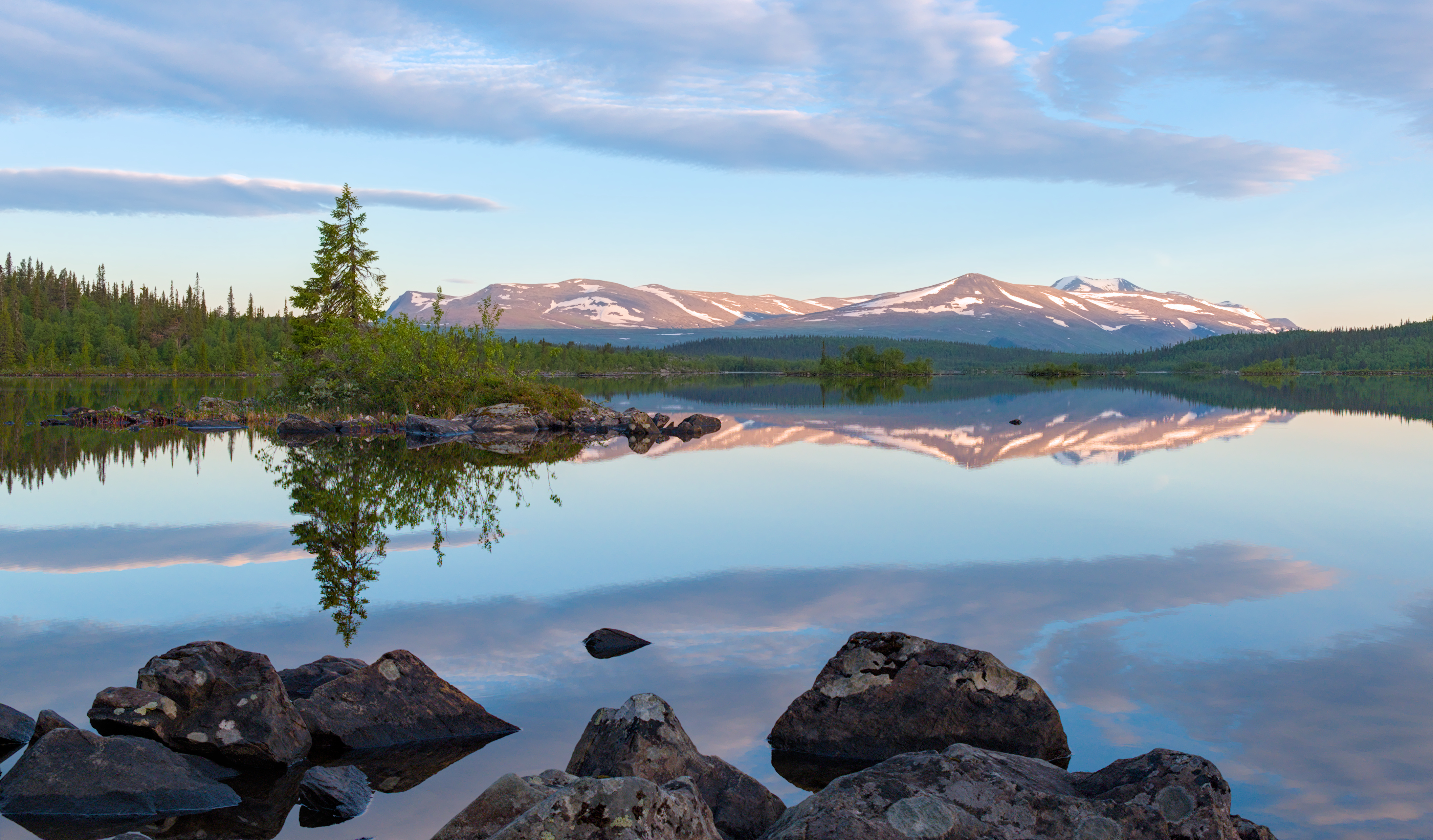
Stuor Dáhtá
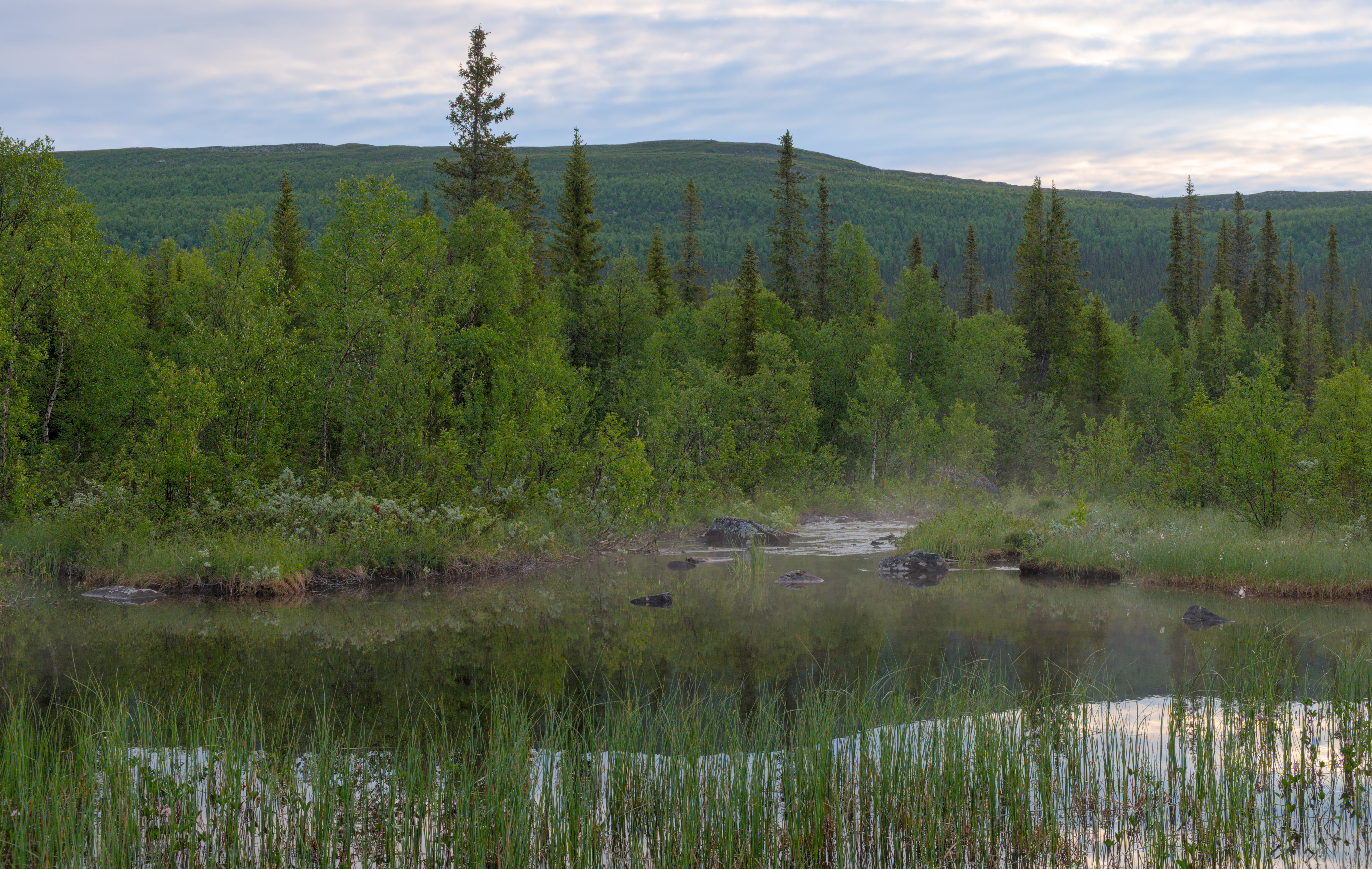
En damm